# 신트트라위던 VV

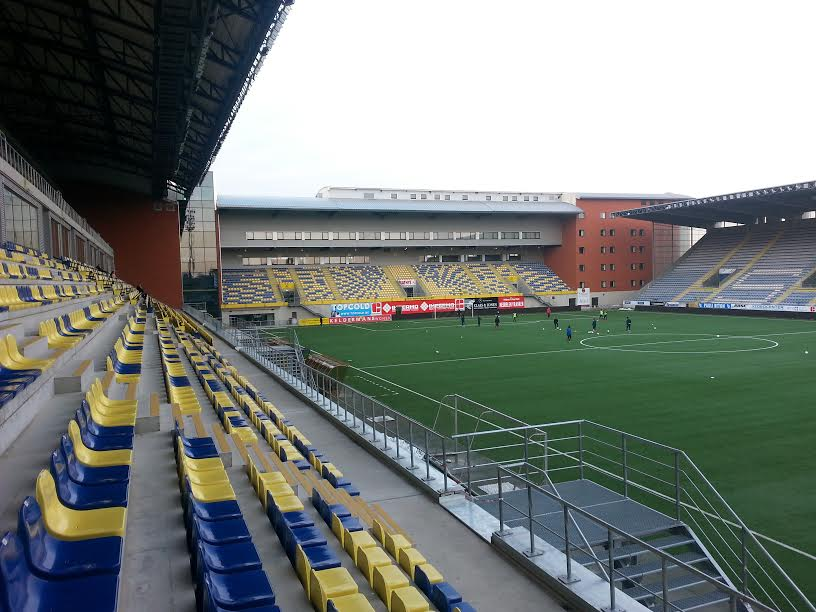

신트트라위던 VV(K. Sint-Truidense V.V.)는 벨기에 신트트라위던의 축구 클럽으로 2020-21 시즌 현재 주필러 프로 리그에 소속되어있다.

## 역대 성적
- 벨기에 1부 리그: 준우승 1회 (1965-66)
- 벨기에 2부 리그: 우승 3회 (1986-87, 1993–94, 2008–09), 준우승 1회 (1956-57)
- 벨기에 컵: 준우승 2회 (1970-71, 2002–03)
- 벨기에 리그컵: 우승 1회 (1997-98)

## 선수 명단

### 현역
참고: FIFA 자격 규정에 따라 소속된 국가대표팀 국기를 표시합니다. 선수는 복수의 FIFA 비회원국 국적을 가지고 있을 수 있습니다.
| 번호 | 포지션 | 국적     | 이름              |
| ---- | ------ | -------- | ----------------- |
| 6    | MF     |          | 야마모토 리히토   |
| 7    | MF     | 알제리   | 빌랄 브라히미     |
| 8    | MF     |          | 후지타 조엘 치마  |
| 9    | FW     | 우루과이 | 안드레스 페라리   |
| 13   | MF     |          | 이토 료타로       |
| 15   | FW     |          | 카베 자히로레슬람 |
| 23   | FW     | 가나     | 조셀포 반스       |
| 31   | DF     |          | 브루노 고데아우   |
| 41   | FW     |          | 코모리 히이로     |

| 번호 | 포지션 | 국적 | 이름 |
| ---- | ------ | ---- | ---- |

## 역대 감독
| 감독              | 임기        |
| ----------------- | ----------- |
| 레몽 후탈스       | 1959 ~ 1966 |
| 발터르 메이위브스 | 1990 ~ 1991 |
| 마르크 빌모츠     | 2004 ~ 2005 |
| 토르스텐 핑크     | 2023 ~      |